# Алоиз фон Шьонбург-Хартенщайн
Едуард Алойз Мария Александер Конрад фон Шьонбург-Хартенщайн (на немски: Eduard Aloys Maria Alexander Konrad 4.Fürst von Schönburg-Hartenstein; * 21 ноември 1858, Карлсруе; † 20 септември 1944, Хартенщайн, Саксония) е 4. княз на Шьонбург-Хартенщайн до 3 април 1919 г., австро-унгарски генерал-полковник и от 1934 г. министър на отбраната на Първата австрийска република.

## Живот
Той е големият син на дипломата 3. княз Александер фон Шьонбург-Хартенщайн (1826 – 1896) и принцеса Каролина Йозефа фон Лихтенщайн (1836 – 1885), дъщеря на княз Алоиз II фон Лихтенщайн (1796 – 1858) и графиня Франциска де Паула Барбара Романа Бернарда Кински фон Вчиниц-Тетау (1813 – 1881).
Алойз Едуард е от 1899 до 1913 г. президент на „Австрийския Червен Кръст“. От ноември 1895 до ноември 1897 г. той е „кайзерски и кралски“ военен представител в Берлин и едновременно кайзерски адютант. На 5 януари 1901 г. става полковник, на 8 февруари 1909 г. генерал-майор.
През Първата световна война той е комендант на 6. дивизия и на множество трупи, накрая от 16 юли 1918 г. на к.и.к. 6. армия. През 1918 г. е повишен на генерал-полковник. Пенсиониран е на 1 декември 1918 г. и се оттегля в своите имоти на Ахензе.
От 21 септември 1933 до 12 март 1934 г. той е държавен секретар във Военното министерство и от 12 март до 10 юли 1934 г. министър на военната отбрана. Алоиз фон Шьонбург-Хартенщайн е награден през 1903 г. с Орден на Златното руно.
Умира на 85 години на 20 септември 1944 г. в Хартенщайн в Саксония.

## Фамилия
Алоиз фон Шьонбург-Хартенщайн се жени на 23 април 1887 г. във Виена за графиня Йохана Мария Терезия Аглае Наталия фон Колоредо-Мансфелд (* 27 юли 1867, Добржиш; † 26 август 1938, Брун), дъщеря на граф Хиронимус Фердинанд Рудолф фон Мансфелд (1842 – 1881) и графиня Аглае Фестетикс де Толна (1840 – 1897). Те имат 7 деца:
- Александер Хиронимус Алойз Карл Иноценц Мария (* 28 юли 1888, Волфщал, Долна Австрия; † 20 януари 1956, Виена), 5. княз на Шьонбург-Хартенщайн, женен на 2 април 1913 г. във Виена за принцеса Агата фон Ауершперг (1888 – 1973)
- Хиронимус (* 1 ноември 1889, Пресбург; † 1 септември 1914, Фозлау)
- Аглае Каролина Маргарета Мария Йохана Марчела (* 16 януари 1891, Пресбург; † 20 февруари 1965, Ерланген), омъжена на 17 ноември 1924 г. във Виена за 10. княз Франц Йозеф фон Хоенлое-Шилингсфюрст (1894 – 1970)
- Каролина Франциска Мария Терезия Йохана Бартоломаеа (* 24 август 1892, Добржиш; † 24 април 1986, Виена), омъжена на 12 ноември 1945 г. в Ахенкирх за Херман Оберхумер (1888 – 1963)
- Мария Терезия Ернестина Моника (* 4 февруари 1896, Берлин; † 14 август 1979, Клостернойбург, Австрия), омъжена на 28 юли 1920 г. в Хартенщайн за граф Сандор Калноки де Кьорьоспатак (1888 – 1965)
- Маргарета Ернестина Елизабет Аглае Йохана (* 14 декември 1897, Виена; † 30 август 1980, Виена), омъжена на 29 септември 1921 г. във Виена за княз Ален де Роан 13. дук де Монтбазон ет де Буилон (1893 – 1976)
- Изабела Йозефина Мария (* 20 август 1901, Милетин; † 28 април 1987, Хал ин Тирол), омъжена I. на 12 март 1931 г. във Виена (развод 1933) за фрайхер Николаус фон Вунекен, II. на 19 май 1937 г. във Виена за Георгес Цафиропоуло (1909 – 1993)